# Papiliocoelotes yezhouensis
Espèce
Papiliocoelotes yezhouensis est une espèce d'araignées aranéomorphes de la famille des Agelenidae.

## Distribution
Cette espèce est endémique du Hubei en Chine,. Elle se rencontre dans une grotte à Yezhou dans le xian de Jianshi.

## Description
Le mâle holotype mesure 4,85 mm et la femelle paratype 5,05 mm.

## Étymologie
Son nom d'espèce, composé de yezhou et du suffixe latin -ensis, « qui vit dans, qui habite », lui a été donné en référence au lieu de sa découverte, Yezhou.

## Publication originale
- Zhao & Li, 2016 : Papiliocoelotes gen. n., a new genus of Coelotinae (Araneae, Agelenidae) spiders from the Wuling Mountains, China. ZooKeys, no 585, p. 33-50 (texte intégral).